# John Barlow
John Lancashire Barlow (ur. 6 stycznia 1899, zm. 23 września 1917) – angielski as myśliwski okresu I wojny światowej. Wygrał sześć pojedynków powietrznych.
John Lancashire Barlow służył w armii od początku wojny. zaciągnął się do 8th Essex Cyclist Corps należącej do Essex Regiment. Jednak jego pierwsza przygoda z armią trwała tylko do grudnia 1914 roku. John Barlow został usunięty z armii po tym jak wyszło na jaw, że ma skończone dopiero 15 lat!.  
W 1915 roku John Barlow zapisał się do Szkoły Lotniczej (Bournemouth Aviation School), w której uzyskał patent pilota. W celu dalszej praktyki rozpoczął pracę w Wells Aviation Factory jako pilot oblatywacz.
Po ukończeniu osiemnastego roku życia został przyjęty do RFC w stopniu podporucznika i po przejściu przyspieszonego kursu z pilotażu samolotów myśliwskich w kwietniu 1917 roku uzyskał  licencję pilota wojskowego.
W maju został przydzielony do eskadry No. 40 Squadron RAF. Pierwsze  zwycięstwo powietrzne odniósł 9 czerwca 1917 roku nad niemieckim samolotem Albatros D.III. Piąte zwycięstwo dające mu tytuł asa odniósł 9 sierpnia nad niemieckim balonem obserwacyjnym. 23 września w czasie patrolu został zaatakowany przez kilka (prawdopodobnie 6) samolotów niemieckich. Jego samolot Neuport został uszkodzony i rozbił się. John Barlow zginął na miejscu. Został pochowany na Cmentarzu Komunalnym w Bruay koło Arras.